# Ferrotypie

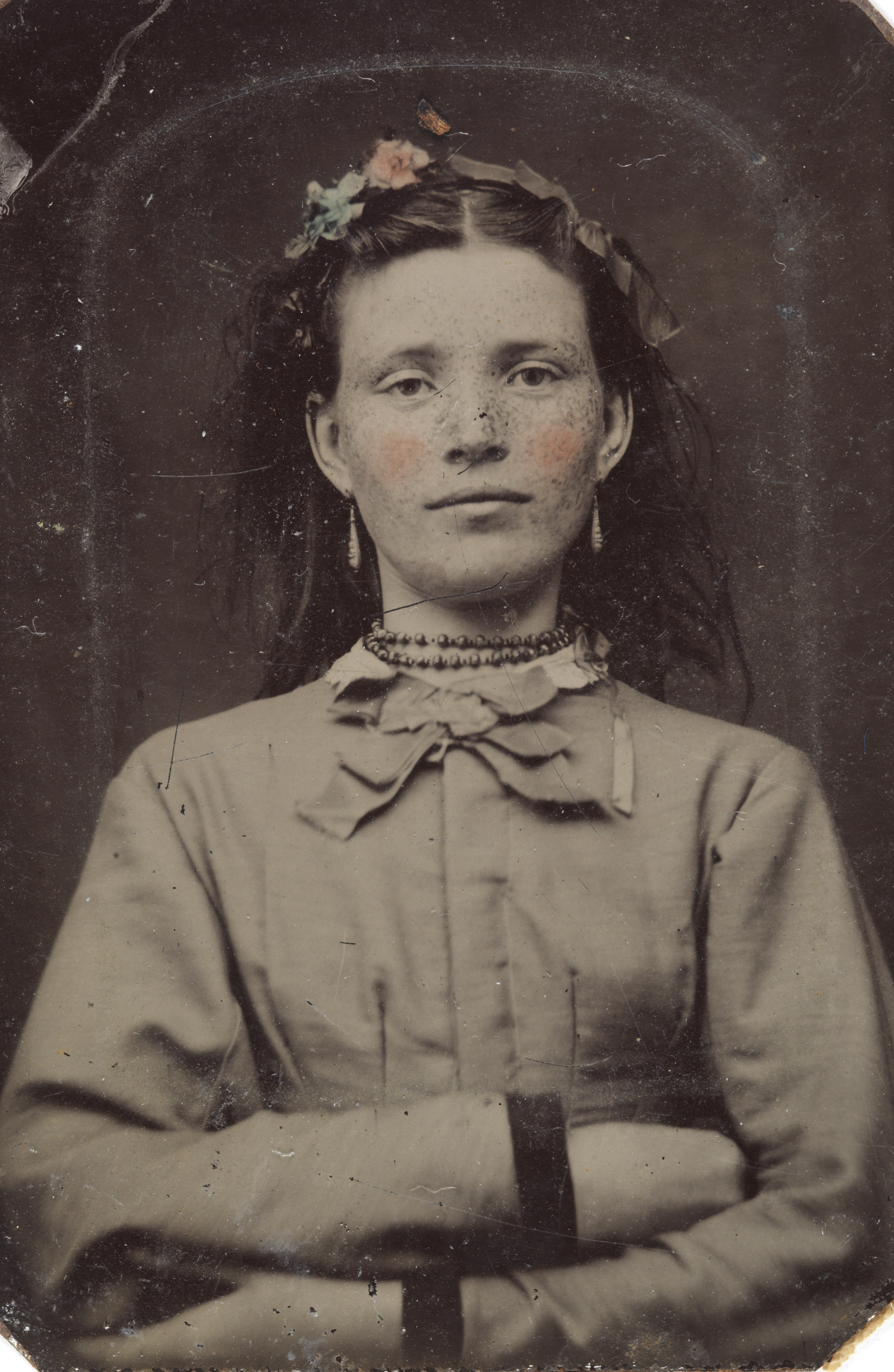
Teilkolorierte Ferrotypie einer jungen Norwegerin in den USA, ca. 1856–1900

Die Ferrotypie (Tintype, Melanotypie oder Blechfotografie) ist ein fotografisches Direktpositiv-Verfahren, das zwischen 1855 und den 1930er Jahren verwendet wurde. Die Ferrotypie wurde 1853 von Adolphe Alexandre Martin in Paris vorgestellt.
Die sehr preiswerten Ferrotypien wurden rasch populär, da sie zudem eine relativ kurze Entwicklungszeit hatten und zur direkten Mitnahme verarbeitet werden konnten. Sie fanden weniger über spezialisierte Fotoateliers als in Form provisorischer Zeltstudios auf Jahrmärkten und an Ausflugszielen, häufig durch Wanderfotografen, Verbreitung. Sie waren stabil, leicht und dünn und konnten somit einfach als Erinnerungsstück oder Gruß einem Brief beigelegt werden. Sie wurden in Alben gesteckt, konnten jedoch genauso in Brief- und Handtasche mitgeführt oder zusätzlich geschützt als Kleinod in ein gefüttertes Etui eingefasst werden, wie man es schon von Daguerreotypien her kannte.

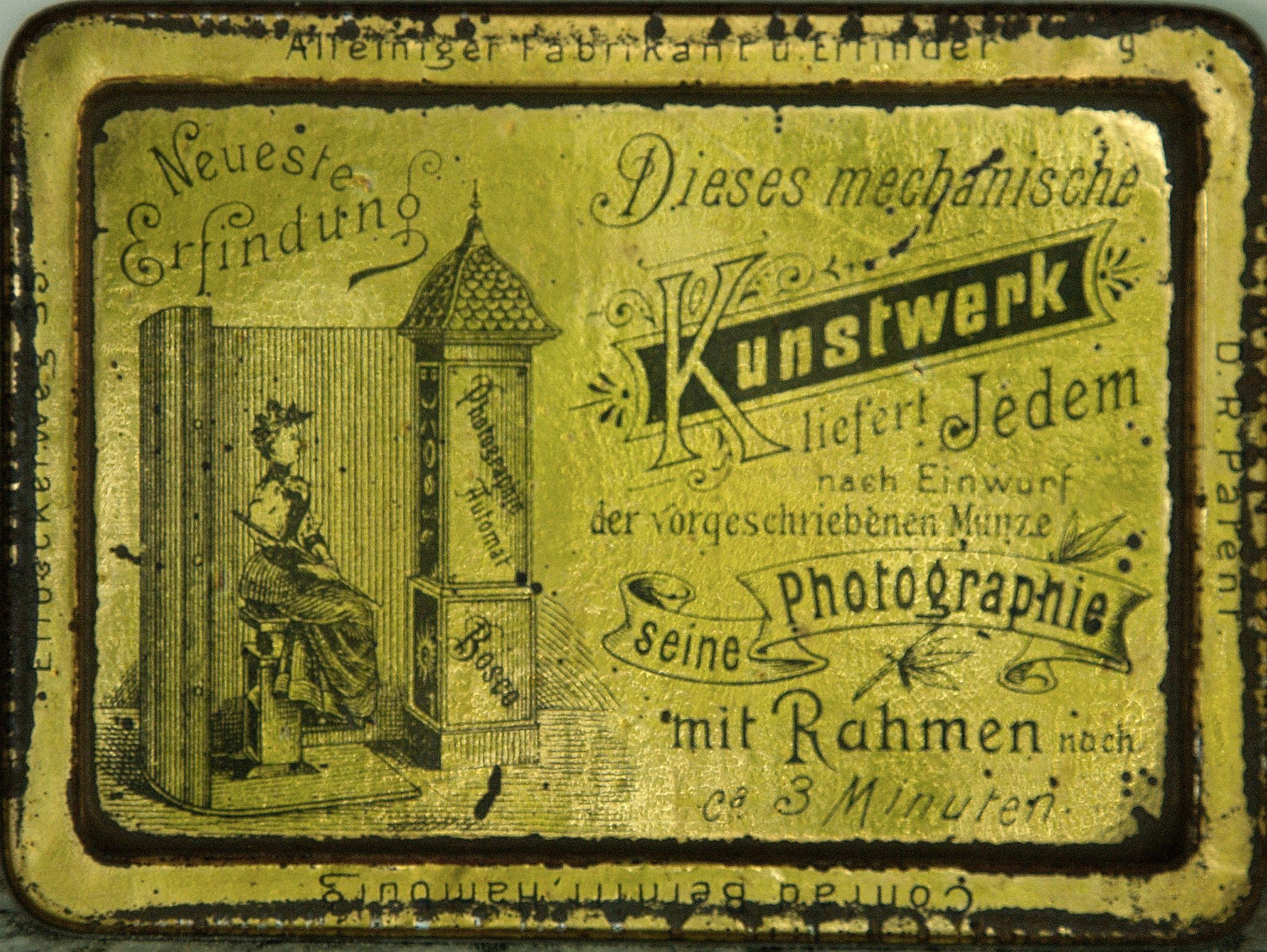
Rückseite einer Ferrotypie aus einem Bosco-Automaten

Gegen Ende des 19. Jahrhunderts kam zum manuellen Verfahren die Verarbeitung durch Automaten auf. Einen ersten solchen mechanisch betriebenen Automaten konstruierte Conrad Bernitt in Hamburg im Jahr 1890. Der Bosco-Automat wurde über Jahrzehnte weltweit genutzt und gilt als Vorläufer der heutigen Fotoautomaten.

## Funktionsweise
Die Ferrotypie basiert auf einer knapp belichteten und entwickelten iod- und bromsilberhaltigen Kollodiumschicht. Als Schichtträger für die Kollodiumemulsion wurde – im Gegensatz zur Ambrotypie – i. d. R. ein schwarz lackiertes Eisenblech verwendet, das dem Negativ-Unikat als Hintergrund diente. Das (fotochemische) Negativ erscheint aufgrund des Dunkelfeldprinzips vor dem dunklen Hintergrund als lichtwertrichtig.
Ferrotypie-Platten waren stets Unikate. Durch die Direktbelichtung können sie nicht kopiert werden. Die wenigen erhalten gebliebenen Originale berühmter Persönlichkeiten wie z. B. Billy the Kid erzielen bei Auktionen Millionenbeträge. Eine Fotoplatte zeigt Billy the Kid mit einem zerknitterten Hut, wie er ein Winchester-Gewehr an seiner rechten Seite hält und auf der linken Seite noch einen Revolver trägt. Dies führte zu der Annahme, dass er Linkshänder gewesen sei und als solchen spielte ihn auch Paul Newman in dem Western The Left Handed Gun (1958). Die Ferrotypie war aber ein Verfahren, bei dem spiegelverkehrte Bilder entstanden. Auf einer Auktion ersteigerte der Milliardär Bill Koch 2011 sein Porträt für 2,3 Mio. €.

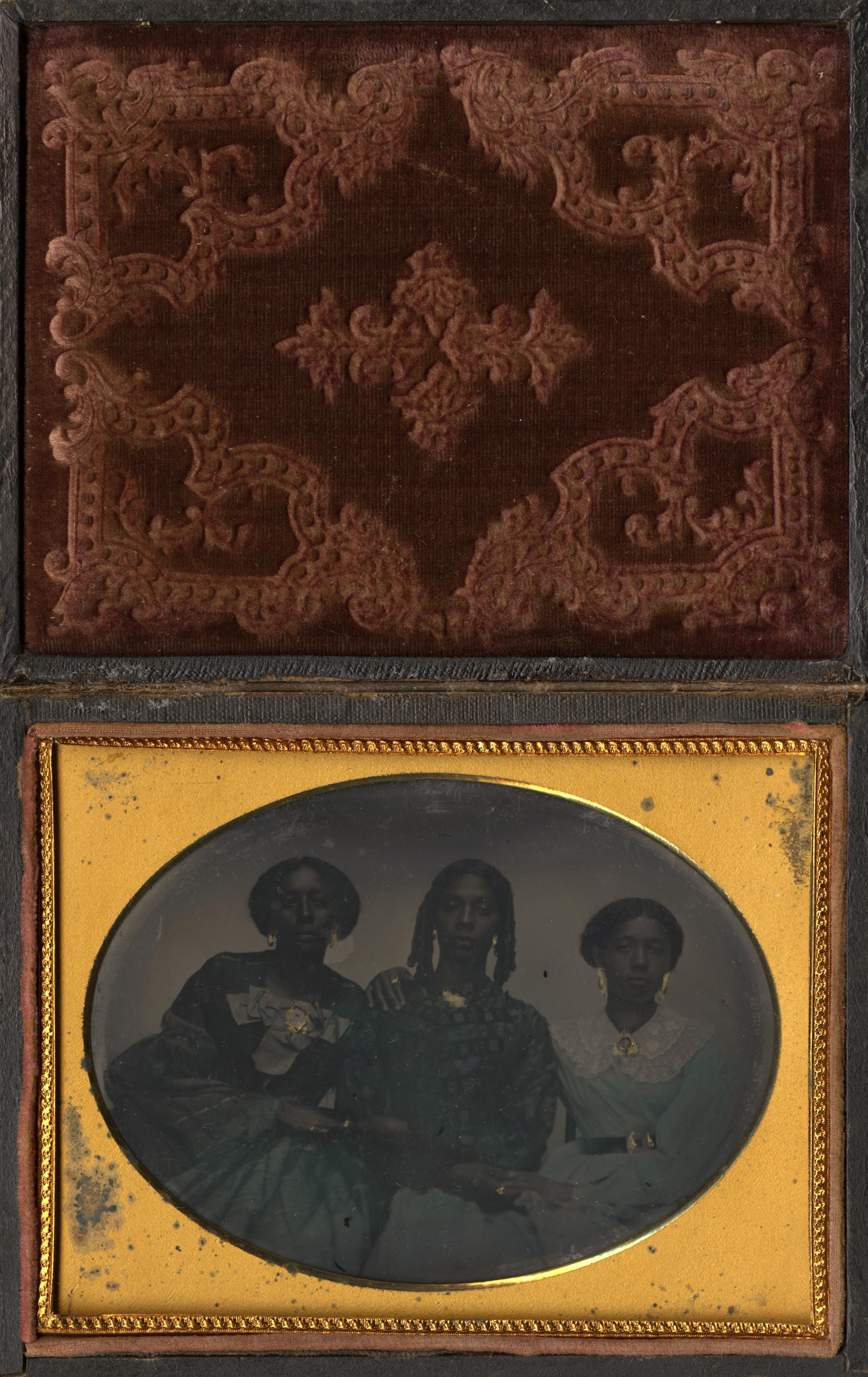
Gruppenportrait dreier afroamerikanischer Frauen in formaler Kleidung, der Schmuck golden koloriert, Atelierferrotypie in typischem Etui, USA, 1856
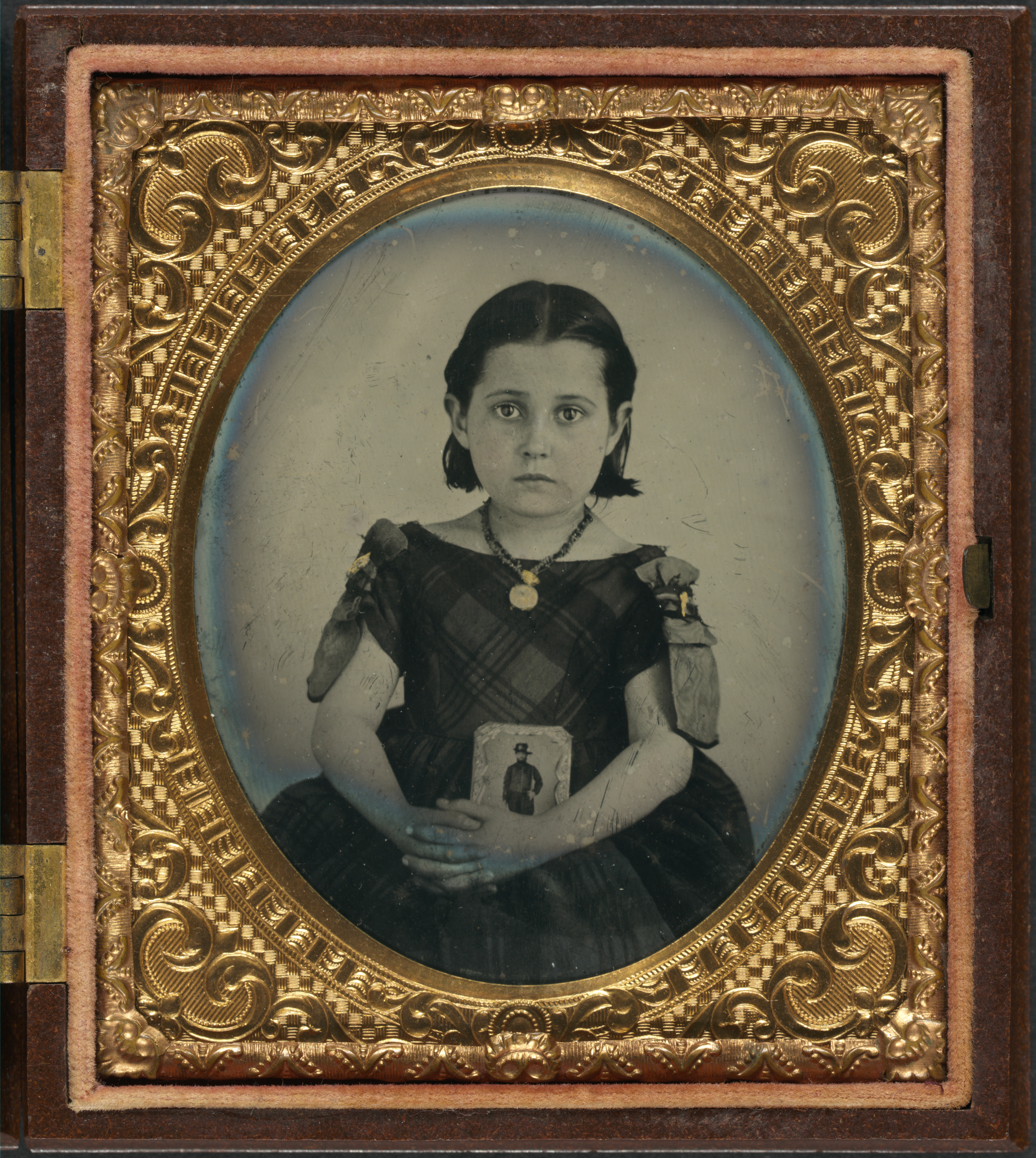
Mädchen in Trauerkleidern mit einem Bild ihres vermutlich im Krieg gefallenen Vaters, USA, um 1861–1870
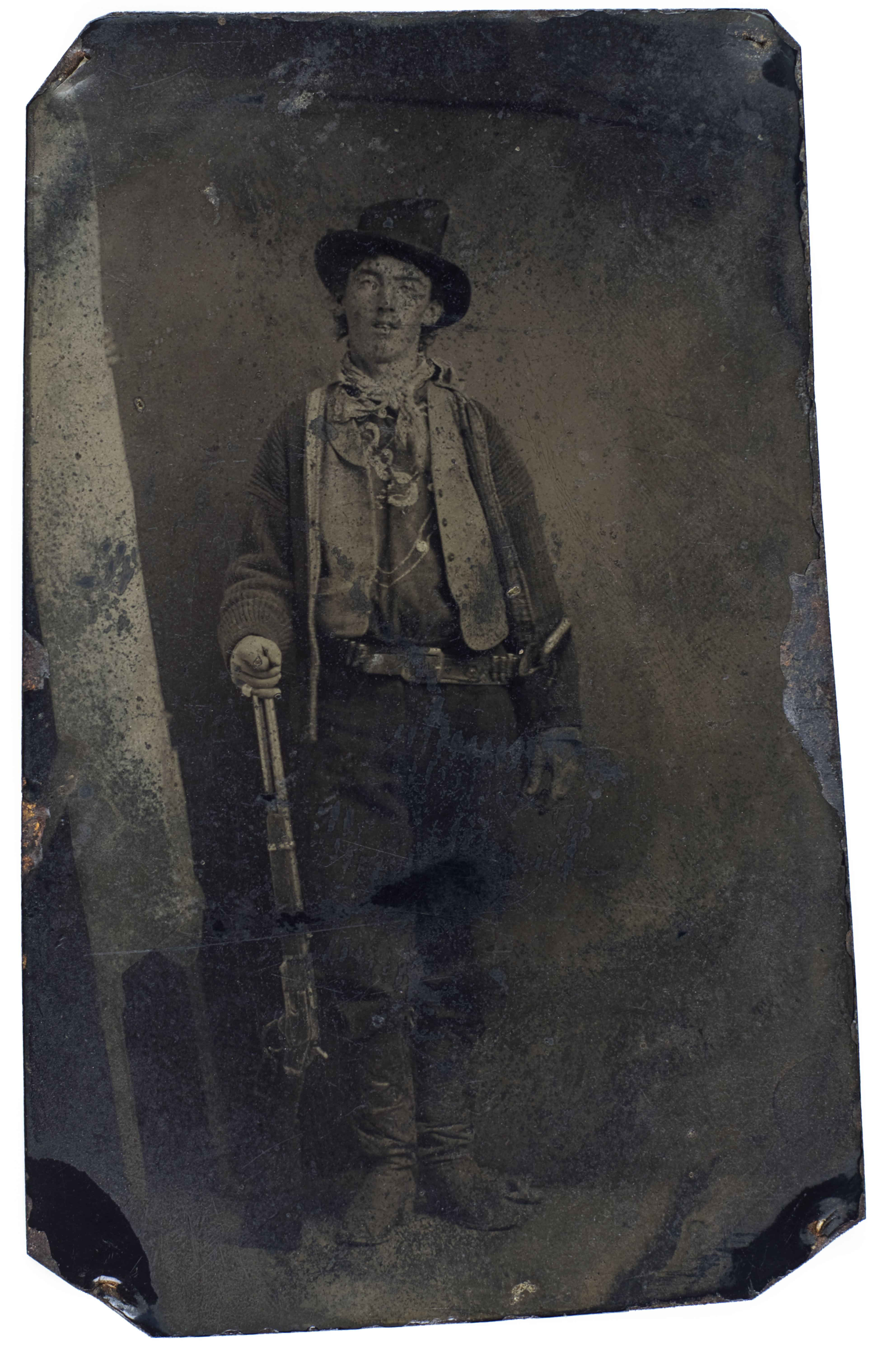
Billy the Kid, Ford Summer, um 1880
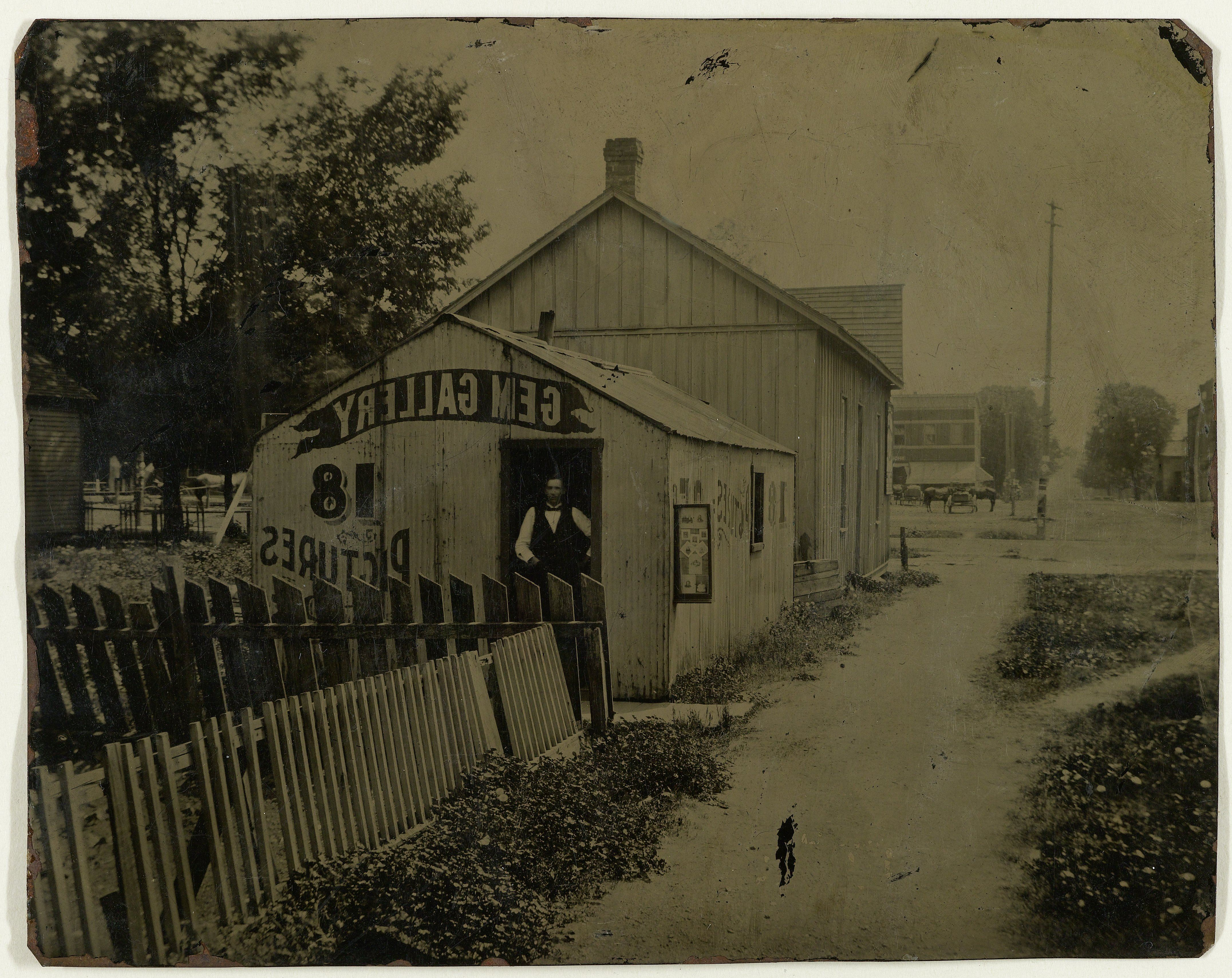
Atelier eines Ferrotypisten, 9,2 × 11 cm, USA, um 1880–1900 (Rijksmuseum Amsterdam)
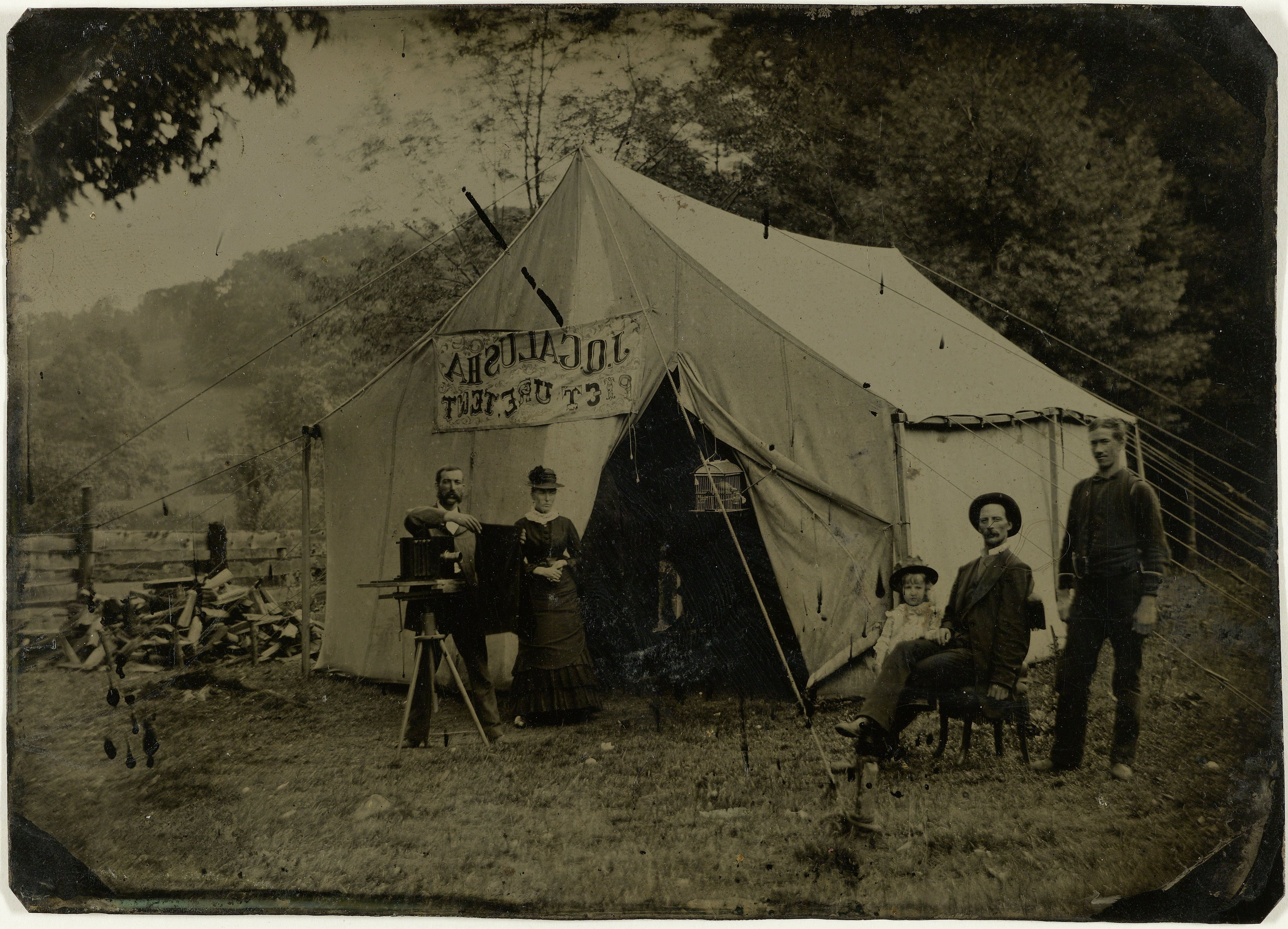
Zeltatelier des Ferrotypisten J. Q. Galusha, 12,7 × 17,7 cm, USA, um 1880–1900 (Rijksmuseum Amsterdam)
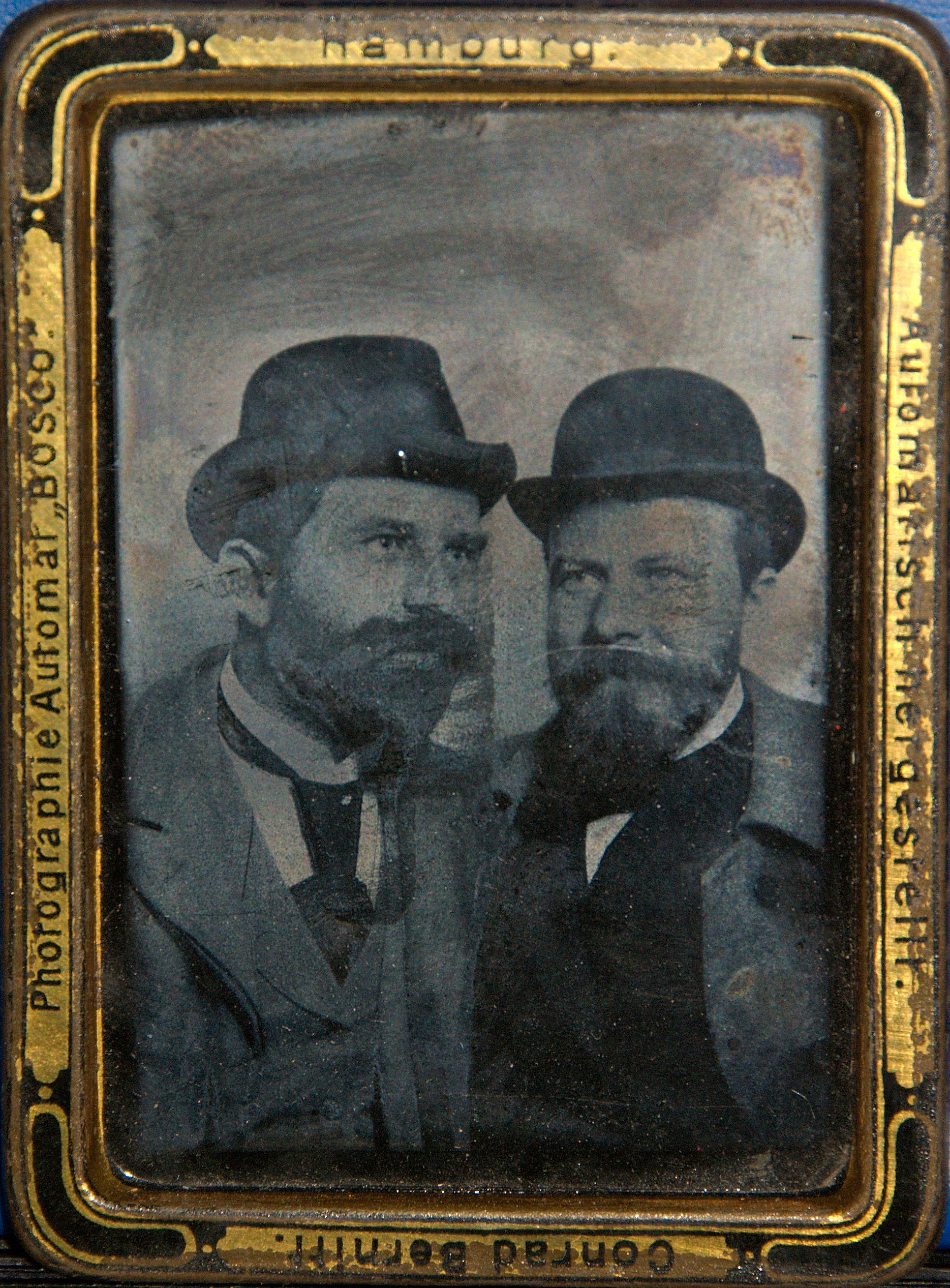
Ferrotypie aus einem Bosco-Automaten